# Annmarie Mütsch
Annmarie Mütsch (* 27. Mai 2002) ist eine deutsche Schachspielerin, die seit 2024 für den belgischen Schachverband gemeldet ist. Sie erhielt 2019 von der FIDE den Titel Internationale Meisterin der Frauen (WIM).

## Schach

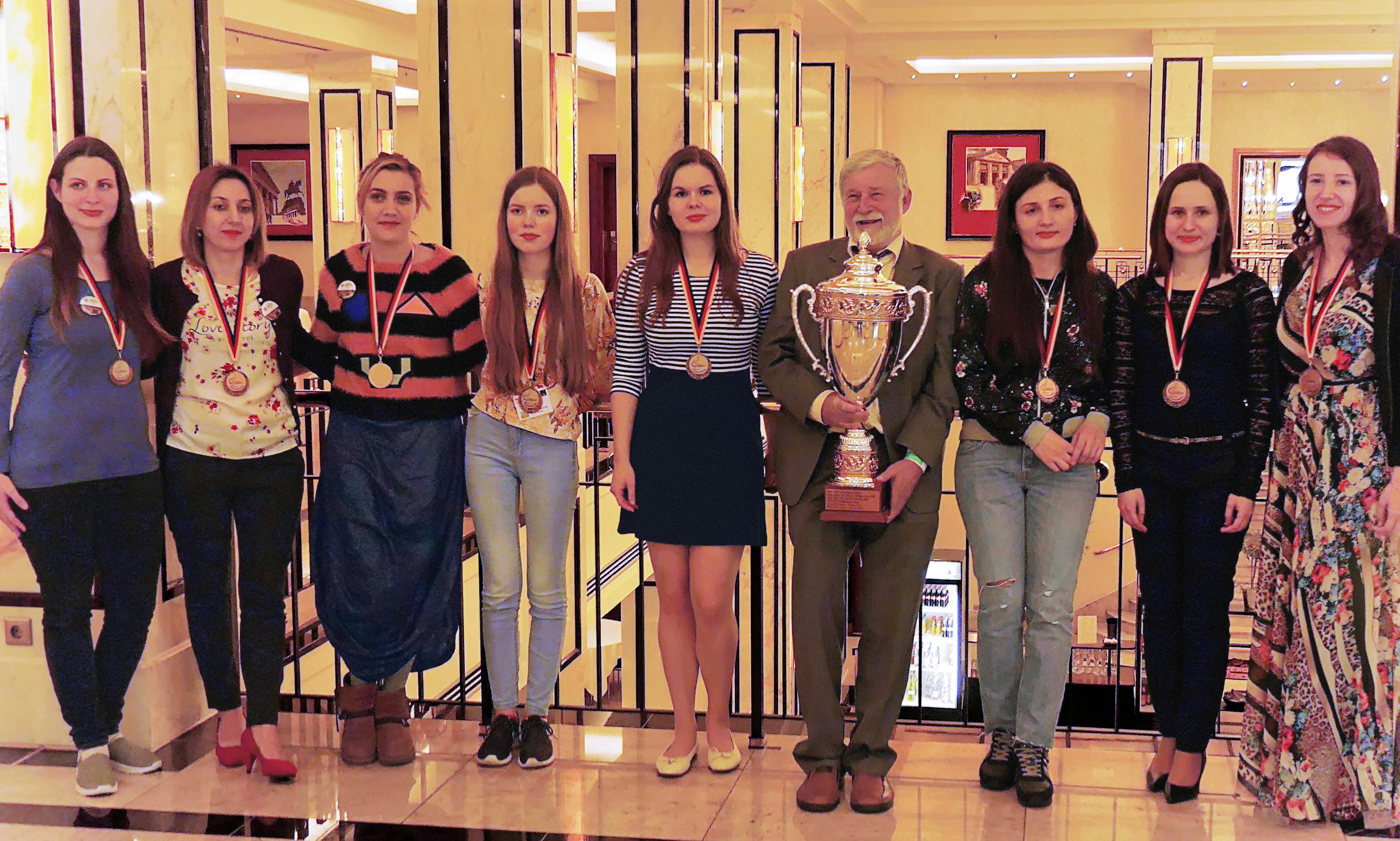
SK Schwäbisch Hall, Berlin 2017, Annmarie Mütsch als Vierte von links

### Erfolge
Im Jahre 2018 wurde Annmarie Mütsch Jugendweltmeisterin in der Altersklasse U16 weiblich in Porto Carras in Griechenland. Im Juli 2019 wurde sie zusammen mit Jana Schneider zweite bei der U18w-Mannschafts-Europameisterschaft.

### Vereine
Annmarie Mütsch ist Mitglied im SC Viernheim 1934 e. V., bei der sie überwiegend in der zweiten Mannschaft in der Oberliga Baden eingesetzt wird; sie spielte auch schon einzelne Wettkämpfe mit der ersten Mannschaft in der 1. Bundesliga. Mit Viernheim nahm Mütsch auch am European Club Cup 2019 teil. Seit 2016 ist Mütsch auch in der Frauenbundesliga als Gastspielerin aktiv. Mit dem SK Schwäbisch Hall gewann sie in der Saison 2016/17 die Schachbundesliga der Frauen, von der Saison 2017/18 bis zur Saison 2019/21 spielte sie für die Karlsruher Schachfreunde. In der Saison 2021/22 war sie für den Bad Kissinger Verein KissChess gemeldet, der allerdings zu keinem Wettkampf antrat, in der Saison 2022/23 spielt Mütsch bei der Schachgesellschaft Solingen.